# Puzzle League DS
Puzzle League DS (Panel de Pon DS au Japon, Planet Puzzle League en Amérique du Nord) est un jeu vidéo de puzzle développé par Intelligent Systems et édité par Nintendo, sorti en 2007 sur Nintendo DS. Une version condensée du jeu a été publiée le 17 juillet 2009 sur le DSiWare pour la Nintendo DSi.

## Accueil
- Destructoid : 9/10[1]